# Calidonia (Veraguas)
Calidonia è un comune (corregimiento) della Repubblica di Panama situato nel distretto di Soná, provincia di Veraguas. Si estende su una superficie di 158,2 km² e conta una popolazione di 1.419 abitanti (censimento 2010).